# Niphetogryllacris pittarellii
Niphetogryllacris pittarellii är en insektsart som först beskrevs av Giglio-tos 1907.  Niphetogryllacris pittarellii ingår i släktet Niphetogryllacris och familjen Gryllacrididae. Inga underarter finns listade i Catalogue of Life.